# Acheux British Cemetery
Acheux British Cemetery is een Britse militaire begraafplaats met gesneuvelden uit de Eerste Wereldoorlog, gelegen in de Franse gemeente Acheux-en-Amiénois (departement Somme). De begraafplaats ligt aan de Rue de Léalvillers op 650 m ten westen van het dorpscentrum (Église Saint-Cyr-et-Sainte-Julitte). Vanaf deze weg loopt een graspad van 90 m naar de toegang. De begraafplaats werd ontworpen door Noel Rew en heeft de vorm van een parallellogram met een oppervlakte van ongeveer 967 m². Ze wordt aan drie zijden begrensd door een lage natuurstenen muur, de zuidelijke grens wordt afgebakend door een haag. In een halfcirkelvormige insprong van de muur bevindt zich tussen twee zuiltjes een metalen hek als toegang. Het Cross of Sacrifice staat centraal tegen de zuidelijke muur. De begraafplaats wordt onderhouden door de Commonwealth War Graves Commission.
Er liggen 180 geïdentificeerde slachtoffers begraven.

## Geschiedenis
Als voorbereiding van de Slag aan de Somme werd in 1916 het VIII Corps Collection Station (veldhospitaal) in Acheux ingericht. De slachtoffers van juli, augustus en september waren de eersten die hier begraven werden. Een paar graven in rij B dateren uit de periode van achttien maanden waarin de hulpposten naar het oosten waren verplaatst en de begraafplaats weinig werd gebruikt. De resterende graven bestrijken de periode van april tot augustus 1918, toen door het Duitse lenteoffensief de frontlijn dichter bij  Acheux kwam te liggen.
Er liggen 179 Britten en 1 Canadees begraven.

### Onderscheiden militairen
- George Woodburne Howell, onderluitenant bij de Royal Welsh Fusiliers werd onderscheiden met de Meritorious Service Medal (MSM).
- kanonnier Walter Russell en pionier Frederick George Brown werden onderscheiden met de Military Medal (MM).

### Gefusilleerde militair
- William Barry Nelson, soldaat bij de Durham Light Infantry werd wegens desertie gefusilleerd op 11 augustus 1916. Hij was 22 jaar.[2]